# Tāvini huiraʻatira
Die Tāvini huiraʻatira (tahitischer Name, ins Deutsche übersetzbar als "Dem Volk dienen"), deren vollständiger Name Tāvini huiraʻatira nō te ao māʻohi - FLP (auf Deutsch "Dem autochthonen Volk dienen") lautet, manchmal abgekürzt als Tavini huiraatira, Tāvini oder Tavini, ist eine politische Partei in Polynesien, die von Oscar Temaru gegründet wurde und von ihm geleitet wird. Sie wurde ursprünglich 1977 unter dem Namen Front de libération de la Polynésie (FLP) gegründet und verfolgt langfristig das Ziel der Unabhängigkeit Französisch-Polynesiens. Sie ist Teil des Parteienbündnisses  Union pour la démocratie (UPLD). Bei der Wahl der Vertreter für die Assemblée de la Polynésie française (Parlament von Französisch-Polynesien) im Jahr 2013 erhielt die UPLD 11 Vertreter (von 57), von denen 9 auf die Tāvini huiraʻatira entfielen.

## Geschichte
Die Front de libération de la Polynésie (FLP) wurde 1977 von Oscar Temaru gegründet. Sie steht in der Tradition der Palästinensischen Befreiungsorganisation (PLO). Im März 1983 gewann Oscar Temaru das Bürgermeisteramt von Faa’a. Am 16. März 1986 zog die FLP mit 8,47 % der Stimmen mit zwei Vertretern ins Parlament von Französisch-Polynesien ein.
1983 wurde eine von Henri Hiro vorgeschlagene Status- und Namensänderung verabschiedet und die FLP erhielt den Namen Tāvini huiraʻatira nō te ao Māʻohi und das Motto Te Atua tāʻu fatu („Der Herr ist mein Meister“) wurde angenommen.
1991 gewann die Tāvini vier Vertreter in der Versammlung von Französisch-Polynesien (11 % der Stimmen), 1996 dann 11 Vertreter mit über 25 % der Stimmen, bevor sie 2001 13 Abgeordnete erreichte.
Die Partei  nahm an den Gebietswahlen (élections territoriales) vom 23. Mai 2004 teil und verbündete sich in der Union pour la démocratie (UPLD) mit anderen Gruppierungen (Ai'a Api, Ia mana te nunaa, Here ai'a) und einer Gewerkschaft (ʻO ʻoe tō ʻoe rima), wodurch sie am 23. Mai 2004 den Sieg erringen konnte. Am 14. Juni 2004 wurde Oscar Temaru zum Präsidenten von Französisch-Polynesien gewählt. Am 9. Oktober 2004 wurde er durch ein Misstrauensvotum gestürzt. Obwohl der Name Tāvini huiraʻatira zum gebräuchlichen Namen der Partei geworden zu sein scheint, nahm Oscar Temaru den Namen der FLP wieder an, um bei den Parlamentswahlen im Juni 2007 zu kandidieren
Am 17. Juni 2017 besiegte Moetai Brotherson Patrick Howell von der Tāpura huiraʻatira in der zweiten Runde der Parlamentswahlen und wurde Abgeordneter des 3. Wahlkreises.
Bei der zweiten Runde der Parlamentswahlen 2022 in Polynesien gewann die Partei in allen drei Wahlkreisen der Gebietskörperschaft gegen die Kandidaten der Tāpura-Partei. Tematai Le Gayic gewann im ersten Wahlkreis mit 50,88 % der abgegebenen Stimmen gegen Nicole Bouteau und wurde mit 21 Jahren zum jüngsten gewählten Abgeordneten der Fünften Republik. Steve Chailloux besiegte Tepuaraurii Teriitahi mit 58,9 % der abgegebenen Stimmen im zweiten Wahlkreis und der bisherige Abgeordnete des dritten Wahlkreises Moetai Brotherson wurde gegen Tuterai Tuhamai mit 61,32 % der abgegebenen Stimmen wiedergewählt.

### Persönlichkeiten
Der ehemalige Abgeordnete und Senator Pouvanaa Oopa (Rassemblement des populations tahitiennes) gilt als die Schutzfigur der FLP: Er starb im Jahr ihrer Gründung.